# NGTS-9
NGTS-9, TOI-1935 — одиночная звезда в созвездии Гидры на расстоянии около 1933 световых лет (около 593 парсек) от Солнца. Видимая звёздная величина звезды — +12,799m. Возраст звезды определён как около 960 млн лет.
Вокруг звезды обращается, как минимум, одна планета.

## Характеристики
NGTS-9 — жёлто-белая звезда спектрального класса F8V. Масса — около 1,34 солнечной, радиус — около 1,38 солнечного, светимость — около 2,452 солнечной. Эффективная температура — около 5996 K.

## Планетная система
В 2019 году группой астрономов, работающих в рамках проекта NGTS, было объявлено об открытии планеты NGTS-9 b.